# Aberdeen Art Gallery

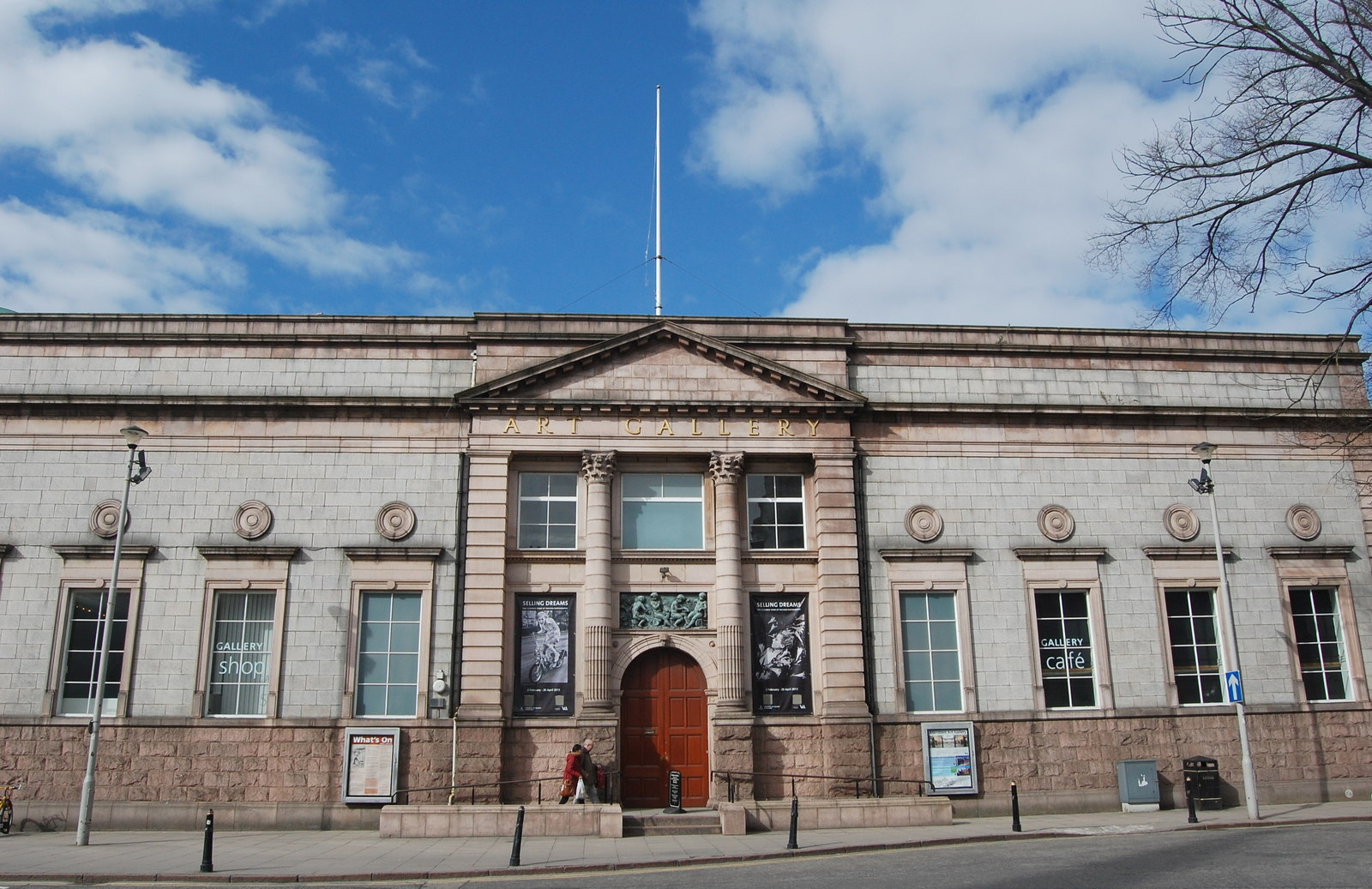
Aberdeen Art Gallery

Die Aberdeen Art Gallery ist eine Kunstgalerie auf dem Schoolhill im Zentrum der Stadt Aberdeen. Sie beherbergt eine Sammlung impressionistischer, viktorianischer und schottischer Gemälde, britischer Gemälde des 20. Jahrhunderts sowie  Keramik-, Kostüm-, Möbel-, Glas- und Silbersammlungen.
Die Aberdeen Art Gallery ist die größte öffentliche Galerie im Norden Schottlands und zieht jährlich mehr als 200.000 Besucher an.

## Geschichte
Die Galerie ging auf die Initiative einer Gruppe lokaler Kunstsammler zurück, ihre Ursprünge lassen sich bis ins Jahr 1873 zurückverfolgen.

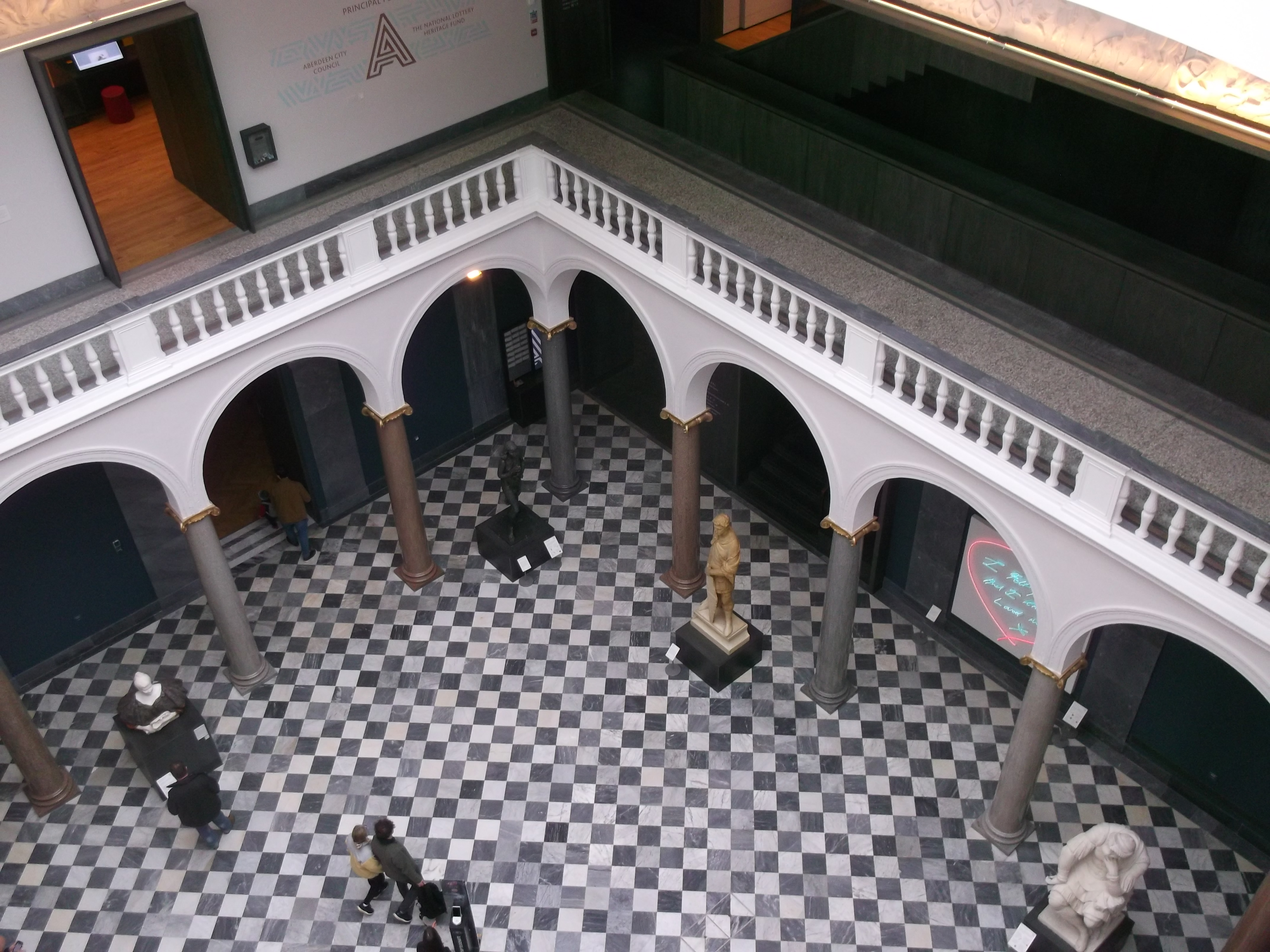
Skulpturenhof

Das unter Denkmalschutz stehende klassizistische Gebäude wurde 1883 bis 1885 aus Granit erbaut und ist ein Werk des einheimischen Architekten Alexander Marshall Mackenzie (1847–1933). Durch den Nachlass des Granithändlers Alexander Macdonald im Jahr 1900 erlebte die Galerie einen großen Aufschwung. 1905 fügte Mackenzie den von oben beleuchteten Skulpturenhof hinzu, der eine Sammlung von Gipsabgüssen beherbergen sollte. Kunststudenten an der neu gegründeten Gray’s School of Art konnten hier das Zeichnen üben. Heute werden hier Werke führender zeitgenössischer Künstler ausgestellt.
Ab 1907 übernahm der Stadtrat von Aberdeen die Verantwortung für das Gebäude und seine wachsenden Sammlungen. In den 1920er Jahren wurden angrenzend das Aberdeen War Memorial und die Cowdray Hall gebaut. 1961 wurde innerhalb der Galerie die nach einem lokalen Künstler benannte James McBey Graphic Room and Art Library  eröffnet.
Die Galerie wurde von Frühjahr 2015 bis Herbst 2017 für 30 Millionen Pfund umgestaltet und enthält nun eine zusätzliche Etage.

## Sammlung
Die Sammlung umfasst Porträts von Raeburn, Hogarth, Ramsay und Reynolds aus dem 18. Jahrhundert sowie Werke der französischen Impressionisten und Postimpressionisten Degas, Monet, Renoir und Toulouse-Lautrec, Gemälde von Paul Nash, Ben Nicholson, Sir Stanley Spencer und Francis Bacon aus dem 20. Jahrhundert und zeitgenössische Kunst von Künstlern wie Damien Hirst.